# Défilé d'Entre-Roches
Pour l’article homonyme, voir Défilé d'Entreroches.
Le défilé d'Entre-Roches est un canyon du Doubs d'environ onze kilomètres le long de la route départementale 437 entre Ville-du-Pont et Morteau, dans le Haut-Doubs en Franche-Comté.

## Description
Entre Ville-du-Pont et Morteau, le Doubs serpente entre deux parois rocheuses au relief escarpé créant un paysage aux allures de canyon. En particulier, la partie amont présente de belles falaises de calcaire avec une partie supérieure en encorbellement et un méandre très marqué.

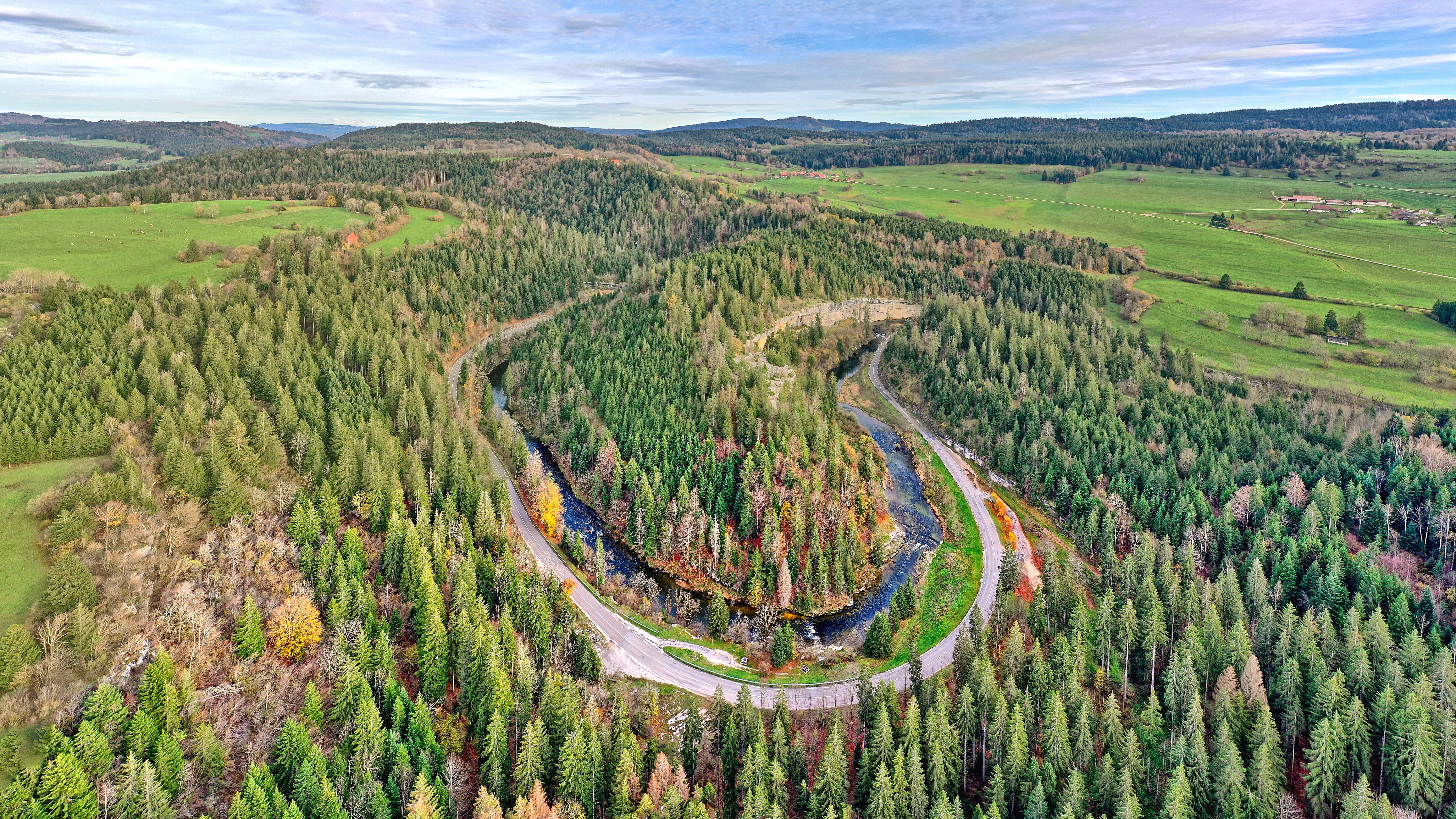
Le méandre du Doubs dans le défilé d'Entre Roches.

On y rencontre plusieurs lieux touristiques : 
- Au milieu du défilé, sur la rive gauche du Doubs, la grotte au Trésor;  elle doit son nom à une rumeur racontant qu'une bande de voleurs avait caché là son butin.
- Plus en aval, au niveau des gorges de Remonot, la grotte-chapelle Notre-Dame du Remonot qui est un lieu de culte depuis fort longtemps.
- En amont de Morteau, le Défilé du Coin de la Roche avec une vallée qui s'élargit et des versants moins abrupts.

## Galerie

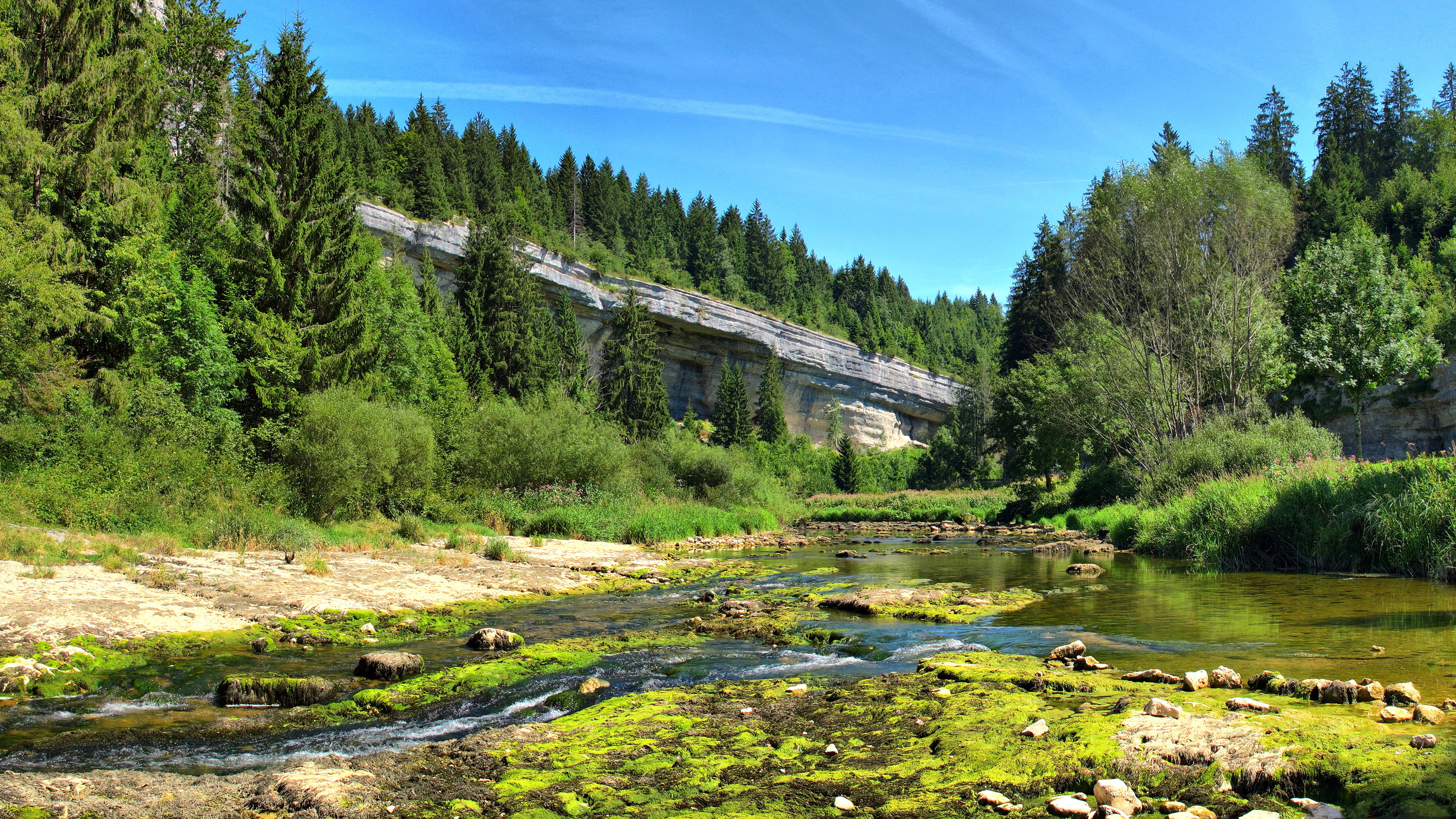
Le défilé d'Entre-Roches.
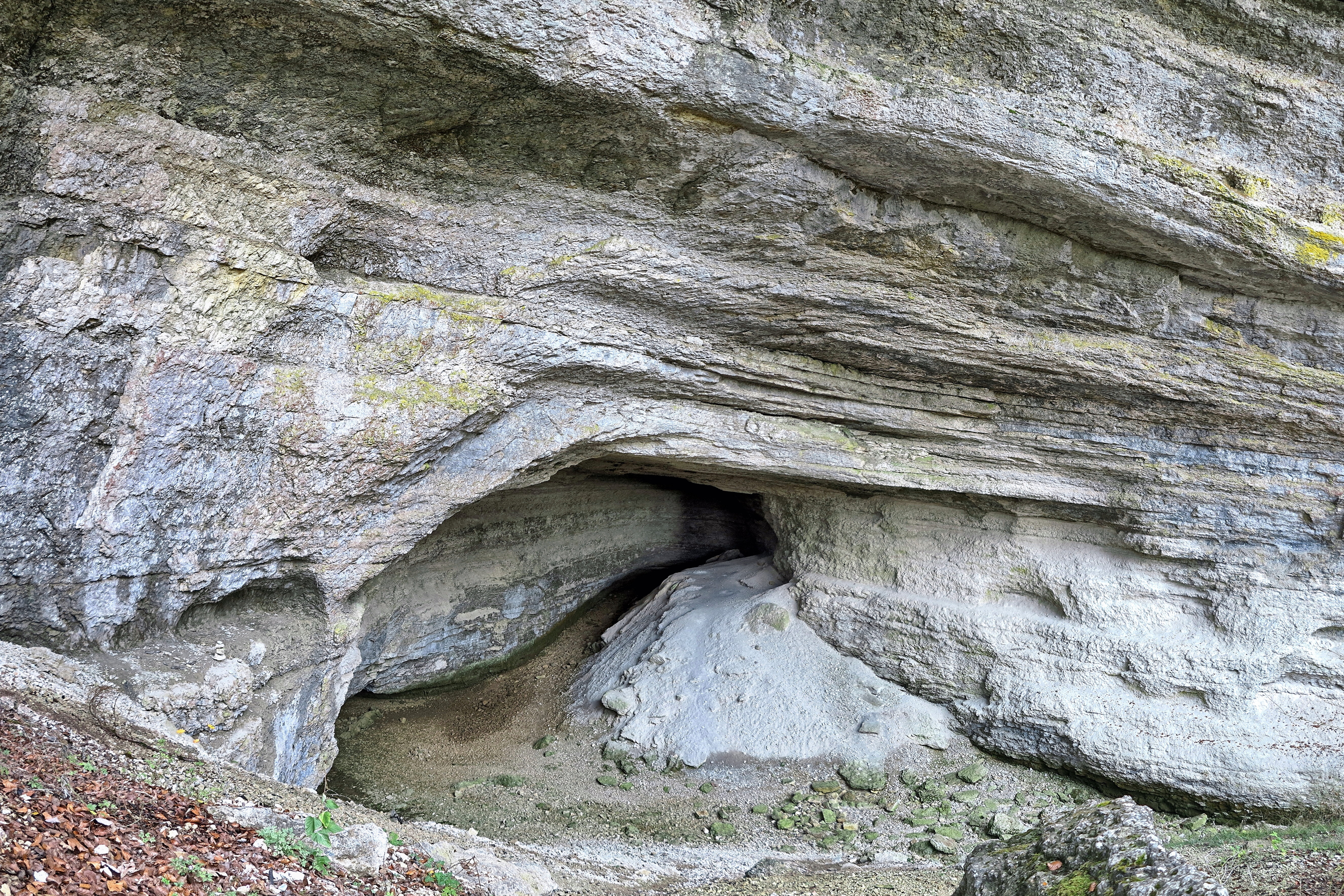
La grotte du Trésor.
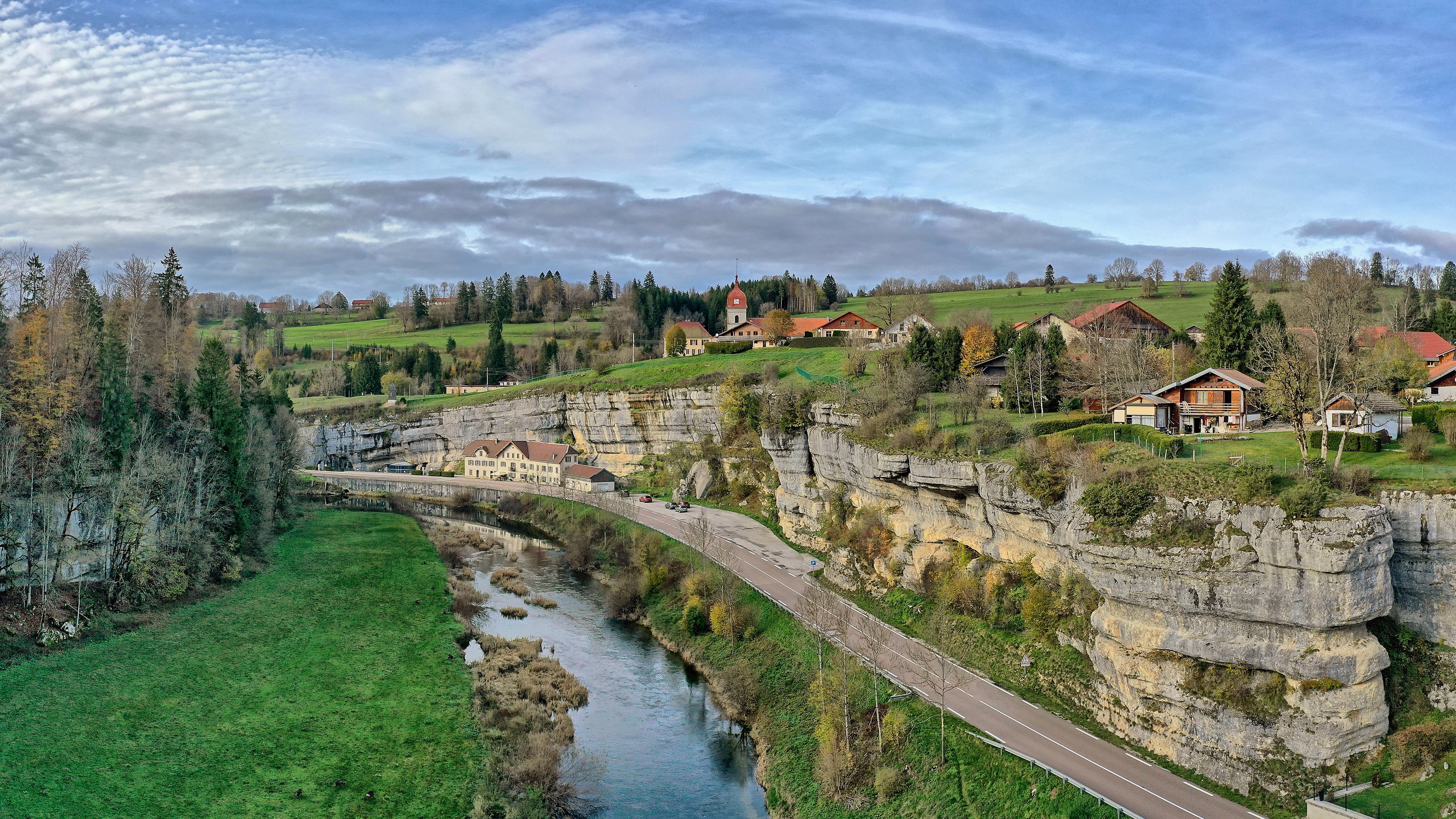
Les gorges de Remonot.
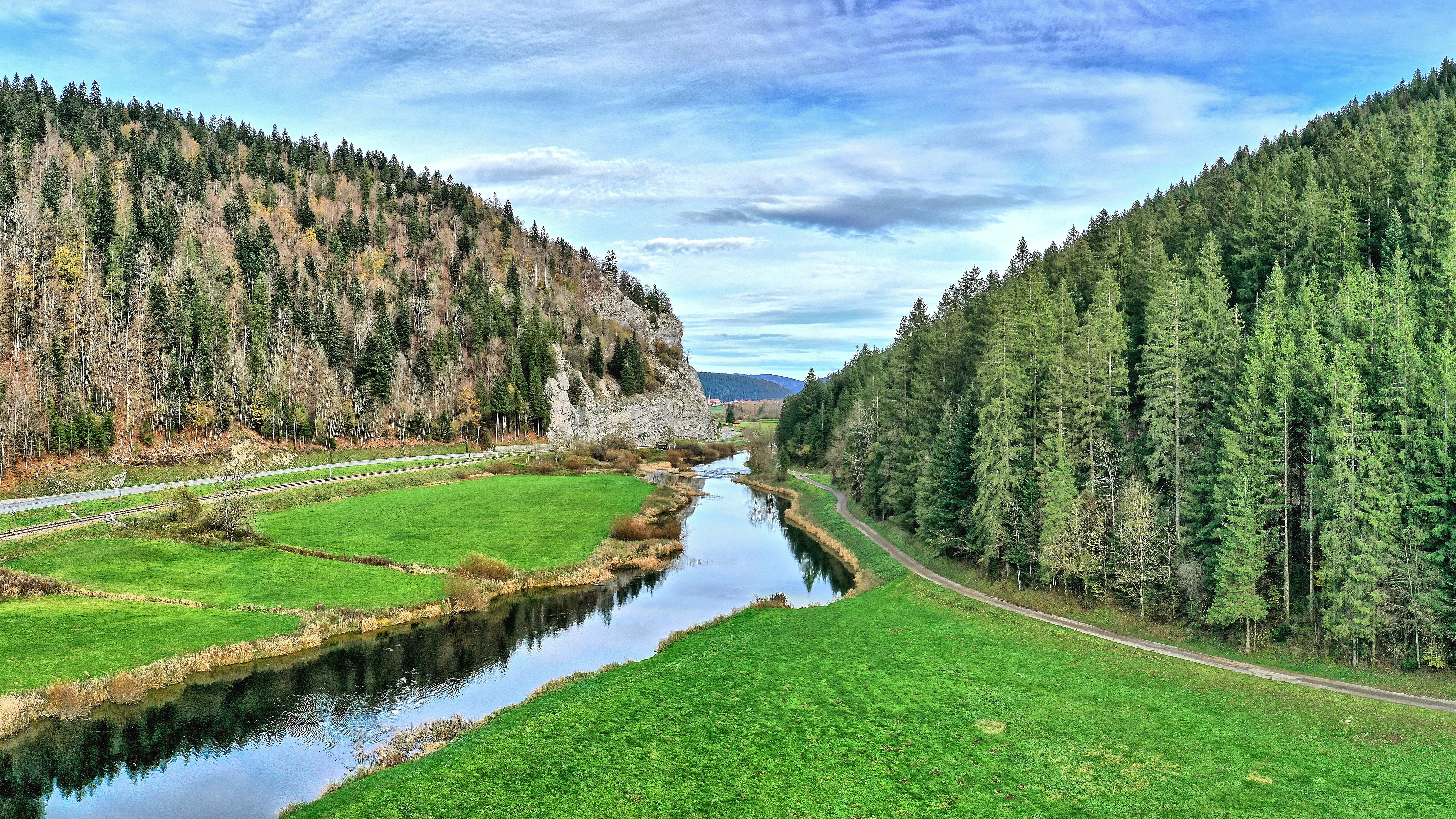
Le défilé du Coin de la Roche.

## Protection - Tourisme
- Le défilé d'Entre-Roches bénéficie de la protection ZNIEFF de type 1 couvrant 802 ha[1].

- Le défilé fait partie des sites classés du département du Doubs par la DREAL (critère : pittoresque) depuis 1939[2]